# Bernard Ezi IV d'Albret
Pour les autres membres de la famille, voir Maison d'Albret.
Bernard Ezi IV d'Albret ou Bernard Ez IV d'Albret, né entre 1257 et 1262 et mort le 24 décembre 1270, est seigneur d'Albret de 1270 à sa mort en 1280. Il succède encore enfant à son père Amanieu VI. Il meurt jeune, laissant deux filles. Son frère Amanieu VII d'Albret réussit à capter son héritage.

## Biographie

### Un jeune seigneur
Bernard Ez IV d'Albret est le fils aîné d'Amanieu VI et de sa seconde femme Mathe de Bordeaux, qui ont cinq enfants. Il est cité pour la première fois dans le premier testament de son père, en 1262. Dans le second testament d'Amanieu VI en 1270, Bernard Ez a moins de 14 ans. Il a entre 8 et 13 ans quand il devient seigneur d'Albret à la mort de son père en 1270. Ce dernier l'a établi héritier de toutes ses terres et de tous ses biens, sauf la terre de Maremne qu'il laisse au frère cadet de Bernard Ez, Amanieu, futur Amanieu VII. Le troisième frère, Arnaud Amanieu, et leurs deux sœurs, Assaride et Mathe, n'héritent pas de biens.
À une date inconnue, Bernard Ez épouse Jeanne de Lusignan, fille de Hugues XII de Lusignan. On ne sait rien de sa dot. Ils sont de lointains cousins puisqu'ils descendent tous deux de Guillaume Taillefer comte d'Angoulême

### Possessions

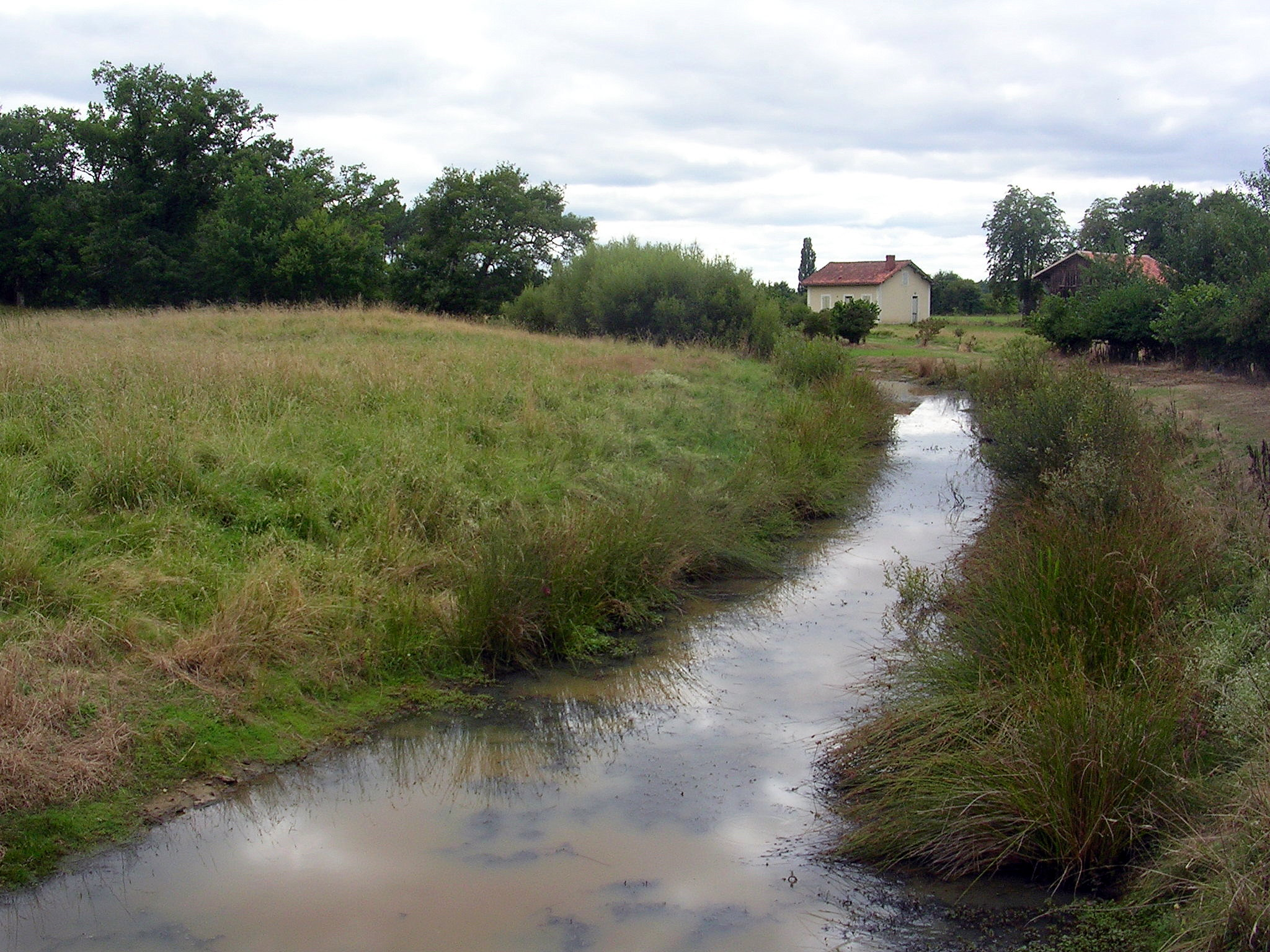
Motte castrale de Labrit.

Le 18 mars 1274, le jeune Bernard IV Ez d'Albret, représenté par Géraud VI d'Armagnac, prête hommage à son seigneur Édouard Ier roi d'Angleterre et duc d'Aquitaine, pour les seigneuries de Casteljaloux, de Castelnau-de-Cernès et de Labrit, et pour la paroisse de Pissos, la terre de Maremne, ainsi que pour les biens qu'il a dans les paroisses correspondant à la seigneurie de Sore. Cet hommage permet de connaître les terres des Albret qu'ils tiennent du duc d'Aquitaine. Ils ont d'autres biens en tant vassaux du vicomte de Béarn et du comte de Toulouse.
C'est à l'occasion de cet hommage qu'est mentionné pour la première fois le château de Labrit, qui est en fait plus ancien. La seigneurie de Labrit est le noyau des domaines de Bernard Ez et son nom a donné celui d'Albret. Cette seigneurie, centrée sur le château de Labrit, s'étend sur les paroisses de Labrit, Vert, Le Sen, Callen, Luxey, Pissos, Argelouse, Mano, Saugnacq et Lugos. À Labrit, les Albret ont construit vers 1225-1230 un grand château de terre à motte et basse-cour. Bernard Ez IV tient aussi la seigneurie de Sore, qui jouxte au nord la seigneurie de Labrit et s'étend sur les paroisses de Sore, Luxey, Callen et Argelouse.

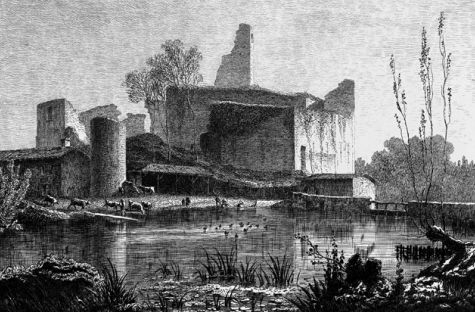
Ruines du château de Castelnau-de-Cernès (commune actuelle de Saint-Léger-de-Balson). Gravure de Léo Drouyn, 1862.

À ce modeste noyau landais d'ajoute une seigneurie dans le Bordelais, celle de Castelnau-de-Cernès, qui s'étend sur six paroisses (Saint-Léger, Saint-Symphorien, Saint-Martin-de-Got, Balizac, Origne et Le Tuzan). 
Le seigneur d'Albret possède aussi des seigneuries dans le Bazadais. Il détient le château de Bazas et la seigneurie de Cazeneuve, qui comprend les paroisses de Préchac et d'Insos et en partie celle d'Uzeste, celle de Meilhan-sur-Garonne et celle de Casteljaloux. Plus au sud, il est aussi seigneur de Nérac. 
Globalement, ses terres d'étendent plus en Bazadais que dans les Landes, où l'expansion de la seigneurie de Labrit est empêchée par la vicomté de Marsan et les terres dépendant directement du duc d'Aquitaine.

### Crise de succession
Le 23 décembre 1280, Bernard Ez établit son testament, et y décide que sa fille aînée, Mathe ou, à défaut sa cadette, Isabelle, épousera le comte d'Armagnac Bernard VI ou son héritier. Sans qu'on en connaisse vraiment la raison, Bernard Ez ne confie pas la tutelle de ses enfants à sa femme, mais à son frère, Amanieu VII et à sa mère, Mathe de Bordeaux. En bas de ce testament, Bernard Ez fait apposer son sceau.
Mais Bernard Ez, qui a alors entre 18 et 23 ans, meurt le lendemain, 24 décembre 1280. Cette mort rapide crée une crise de succession, Bernard Ez et Jeanne de Lusignan n'ayant que deux filles. Leur oncle Amanieu VII, qui, en tant que tuteur, perçoit les revenus de la seigneurie d'Albret au nom de ses nièces pendant leur minorité, en profite pour prendre le pouvoir. Jeanne de Lusignan se remarie avec Pierre de Joinville.
Après 1283, Amanieu VII remet ses deux nièces à Géraud VI d'Armagnac, père de Bernard VI d'Armagnac, mais conserve une partie de l'héritage de son frère, probablement la seigneurie de Castelnau-de-Cernès et celle de Sore.

## Descendance
Bernard Ez d'Albret et Jeanne de Lusignan ont deux filles :
- Mathe, qui doit avoir entre 4 et 8 ans lors du décès de son père en 1280 ; elle est encore citée en 1283, quand sa grand-mère, Mathe de Bordeaux, et son oncle Amanieu VII concluent une transaction en son nom et en celui de sa sœur, mais Mathe meurt peu après[19] ;
- Isabelle, qui fait rédiger son testament le 1er décembre 1294 et meurt très peu de temps après, âgée de 16 à 18 ans ; elle a épousé Bernard VI d'Armagnac, mariage sans enfant[19]. Elle est officiellement dame d'Albret[20].

Les morts successives sans enfant de ces deux sœurs permettent à leur oncle Amanieu VII de prendre le pouvoir sur toute la seigneurie d'Albret, sans qu'on connaisse les circonstances précises de cette mainmise.

### Note
1. ↑  On connaît précisément la date de la mort de Bernard Ez IV parce que sa mère Mathe de Bordeaux fait une donation en mai 1281 aux franciscains de Casteljaloux pour le repos de l'âme de son fils, en précisant que la rente affectée à cette œuvre devait être payée le jour anniversaire de sa mort, la veille de Noël[2].